# Ten no Chasuke
Ten no Chasuke (天の茶助; internationale titel: Chasuke's Journey) is een Japans-Franse film uit 2015, geschreven en geregisseerd door Sabu. De film ging in première op 13 februari op het Internationaal filmfestival van Berlijn in de competitie voor de Gouden en Zilveren Beer.

## Verhaal
Het is hectisch in de hemel, waar tientallen schrijvers voor lange rollen zitten waarop ze de biografieën van de aardbewoners schrijven. Al wat deze schrijvers uitvinden, wordt door de mensen beneden echt beleefd. God wordt steeds veeleisender en verwacht avant-garde-ideeën. De mooie Yuri zal sterven bij een auto-ongeval, maar de hemelse schrijvers vinden dit saai en sturen voormalig gangster Chas terug naar de aarde om haar koste wat koste te redden. Chas komt in Okinawa terecht, waar hij ingrijpt in het lot van de mensen en zo gevierd wordt als "Mr. Angel", terwijl hij ook achtervolgd wordt door wrede vijanden. Wanneer Chass verliefd wordt op Yuri heeft dit gevolgen die niemand kon voorzien, zelfs God niet.

## Rolverdeling
| Acteur             | Personage      |
| ------------------ | -------------- |
| Ken'ichi Matsuyama | Chasuke (Chas) |
| Ito Ohno           | Yuri           |
| Ren Ohsugi         | Taneda         |
| Yusuke Iseya       | Joe            |
| Hiromasa Taguchi   | Pon            |
| Tina Tamashiro     | Chako          |
| Hiroki Konno       | Yasuo          |
| Orakio             | Politieman     |
| Susumo Terajima    | Kuroki         |